# Worlds
Albums de Porter Robinson
Spitfire
(2011) Nurture
(2021)
Singles
1. Sea of Voices
Sortie : 3 mars 2014
2. Sad Machine
Sortie : 13 mai 2014
3. Lionhearted
Sortie : 17 juin 2014
4. Flicker
Sortie : 29 juillet 2014

Worlds est le premier album du DJ et producteur américain Porter Robinson, sorti le 12 août 2014  sur le label Astralwerks.

## Liste des pistes
Toutes les chansons sont écrites et composées par Porter Robinson.
| 1.    | Divinity (featuring Amy Millan)                       | 6:08 |
| 2.    | Sad Machine                                           | 5:50 |
| 3.    | Years of War (featuring Breanne Düren et Sean Caskey) | 3:56 |
| 4.    | Flicker                                               | 4:39 |
| 5.    | Fresh Static Snow                                     | 5:58 |
| 6.    | Polygon Dust (featuring Lemaitre)                     | 3:29 |
| 7.    | Hear the Bells (featuring Imaginary Cities)           | 4:46 |
| 8.    | Natural Light                                         | 2:21 |
| 9.    | Lionhearted (featuring Urban Cone)                    | 4:26 |
| 10.   | Sea of Voices                                         | 4:58 |
| 11.   | Fellow Feeling                                        | 5:50 |
| 12.   | Goodbye To a World                                    | 5:28 |
| 57:49 |                                                       |      |

| 1. | Sea Of Voices (RAC Mix)                                   | 6:08 |
| 2. | Sad Machine (Anamanaguchi Remix)                          | 4:29 |
| 3. | Lionhearted (Arty Remix) (featuring Urban Cone)           | 5:17 |
| 4. | Lionhearted (The Alexanders Remix) (featuring Urban Cone) | 5:56 |
| 5. | Lionhearted (Giraffage Remix) (featuring Urban Cone)      | 3:59 |
| 6. | Lionhearted (Urban Cone Remix) (featuring Urban Cone)     | 3:26 |

| 1. | Lionhearted (featuring Urban Cone) | 4:26 |
| 2. | Shepherdess                        | 7:16 |

## Classements
| Classement (2014)                        | Meilleure position |
| ---------------------------------------- | ------------------ |
| Australie (ARIA)                         | 13                 |
| Pays-Bas (Mega Album Top 100)            | 96                 |
| Royaume-Uni (OCC)                        | 86                 |
| Royaume-Uni (UK Albums Chart)            | 13 (Dance)         |
| États-Unis (Billboard 200)               | 18                 |
| États-Unis (Top Dance/Electronic Albums) | 1                  |